# UAnimals
UAnimals — всеукраїнський гуманістичний рух, який бореться за права тварин та працює у різних форматах — від зоозахисних рейдів до роботи в законодавчій площині.

## Історія
Зоозахисна ініціатива була створена у 2016 році громадським активістом Олександром Тодорчуком. Діяльність UAnimals розпочалася з масштабної боротьби проти експлуатації тварин у цирках.
У боротьбі за права тварин активісти UAnimals вбачають можливість врятувати не лише тварин, але й людей. Згідно з тріадою Макдональда, зі знущань з тварин починається жорстокість до людей.
15 жовтня 2017 року за ініціативи UAnimals вперше відбувся Всеукраїнський марш за права тварин. Подія одночасно пройшла у 17 містах України, в тому числі у Києві, Львові, Івано-Франківську, Одесі, Дніпрі та Маріуполі. За свідченнями ЗМІ, лише на марш у Києві завітало понад 5000 людей. Таким чином акція стала наймасштабнішою зоозахисною подією у Східній Європі.
2018 року Всеукраїнський марш за тварин об'єднав 20 міст. 2019 за ініціативи UAnimals масштабна акція одночасно пройшла у 24 містах України. Також подія вперше в історії пройшла на станції Вернадського в Антарктиді.
У 2019 році за ініціативи UAnimals у головній модній премії України Best Fashion Awards з'явилась номінація Cruelty-free fashion, яка відзначає найбільш етичних дизайнерів. Того ж року завдяки зусиллям UAnimals у видавництві «Pabulum» було вперше видано українською мовою книгу філософа Пітера Сінгера «Визволення тварин».
У зв'язку з пандемією COVID-19 2020 року UAnimals змушені були змінити формат проведення щорічного маршу. Того року захід вперше відбувся завдяки застосуванню штучного інтелекту. 3 жовтня кілька тисяч учасників вийшли на гуманістичну подію завдяки технології face swap від українського застосунку Reface. 5 вересня 2021 року Марш знову повернувся на вулиці українських міст, відбувшись одночасно у 30 населених пунктах. У Києві учасники маршу передали народним депутатам вимоги щодо законодавчого забезпечення гуманного ставлення до тварин в Україні.
Важливим напрямом діяльності UAnimals є боротьба за відмову від тестування косметичних засобів на тваринах. Завдяки участі та зусиллям активістів руху Кабінетом міністрів України було затверджено технічний регламент на косметичну продукцію, який забороняє тестувати на тваринах декоративну та лікувальну косметику.
2021 року завдяки участі UAnimals та МФО «Гуманна країна», ініціатором створення якого був Олександр Тодорчук, вдалося домогтися прийняття закону 2351, що передбачає посилення відповідальності за жорстоке поводження із тваринами, а також заборону фотопослуг і жебракування з тваринами.
У своїй діяльності рух намагається використовувати креативні підходи, що привертатимуть увагу людей та змушуватимуть їх подивитися на проблему під іншим кутом. 2021 року проєкт, створений комунікаційною агенцією Gres Todorchuk
спеціально для UAnimals, увійшов до шортлиста міжнародного фестивалю креативності Cannes Lions.

## Цілі 2025
Під час Всеукраїнського маршу за права тварин активісти з усієї України підписали меморандум з основними цілями зоозахисту до 2025 року. Деякі пункти, як то внесення лося до Червоної книги України, вже виконані.
- Чітке визначення права власності на тварину та позбавлення такого права в результаті жорстокого поводження для забезпечення відповідальності власників.
- Сприяння створенню зоополіції та запровадження в Україні дієвої системи контролю і покарання за жорстоке поводження з тваринами.
- Заборона використання тварин у цирках і дельфінаріях.
- Заборона експлуатації тварин для жебракування і фотопослуг.
- Заборона створення і функціонування притравочних станцій.
- Відмова від використання живих тварин для експериментів та ін.
- Розвиток реабілітації тварин і центрів утримання тварин, що постраждали від людини та її діяльності.
- Законна протидія діяльності хутряних ферм та розвитку хутряної промисловості.
- Перешкоджання діяльності живодерів-догхантерів.
- Припинення програм масового вбивства та евтаназії безпритульних тварин у містах України.
- Внесення лосів та інших диких тварин природного ареалу України, що знаходяться на межі зникнення, до Червоної книги України.

## Цирк без тварин
З 2016 року рух за гуманність бореться проти експлуатації тварин у цирках. Активісти стверджують, що в цирках тварин утримують у жахливих умовах та знущаються з них під час дресури. На підтвердження своїх слів активісти наводять відео і фотографії, зняті за лаштунками українських цирків.
UAnimals влаштував численні пікети, а також масштабний мітинг «За цирк без тварин!», що зібрав у київському парку ім. Тараса Шевченка понад 1000 активістів, серед яких були та відомі музиканти ONUKA, Даша Астаф'єва, Vivienne Mort та The Maneken.
Зоозахисники випустили серію соціальних роликів, а також створили спеціальну номінацію «Цирк без тварин» на фестивалі соціальної реклами Molodiya Festival.
На прохання UAnimals колишній в'язень концтаборів Аушвіц, Маутгаузен і Терезін Ігор Малицький звернувся до Президента України Петра Порошенка із закликом заборонити експлуатацію тварин у цирках.
Свою думку щодо цирків висловили і представники духовенства. Проти знущань з тварин в цирках висловилися представники Української православної церкви Київського Патріархату, Української греко-католицької церкви та Духовного управління мусульман України «Умма».
Результатом скоординованої боротьби зоозахисників стала низка локальних заборон пересувних цирків із тваринами. В тому числі в Києві, Івано-Франківську та Дніпрі. Міжнародний цирковий фестиваль «Золотий трюк Кобзова» пройшов без участі тварин.
Також на законодавчому рівні в Україні заборонили транспортування диких тварин для циркових номерів, що теоретично унеможливило діяльність шапіто та гастрольні номери з тваринами.
Восени 2019 року, після консультацій та обговорень питання з UAnimals, Міністерство культури України припинило придбання нових тварин для державних цирків.
Спільно з юристами гуманістичним рухом UAnimals було напрацьовано законопроєкт № 5409 «Про внесення змін до деяких законодавчих актів України щодо вдосконалення законодавства з питань захисту тварин від жорстокого поводження в розважальній діяльності». 30 червня 2021 року законопроєкт був підтриманий екологічним комітетом Верховної Ради. Документ передбачає заборону на використання всіх тварин у цирках; передачу тварин із державних цирків, які перебувають на їхньому балансі, безоплатно до центрів реабілітації та інших установ, визначених законодавством.

## Антихутряна кампанія
З 2017 року рух за гуманність розпочав активну пропаганду відмови від хутра. В результаті перемовин UAnimals з українськими брендами одягу не використовувати хутро в своїх колекціях зобов'язалися десятки українських дизайнерів, серед яких Andre TAN, BEVZA, ELENAREVA, Ksenia Schnaider, PRZHONSKAYA, Nadya Dzyak та Yana Chervinska.
24 лютого 2019 року за ініціативою UAnimals в 10 містах відбулась всеукраїнська акція «Знімай хутро назавжди!». Учасники акції закликали українців відмовитися від натурального хутра, а парламентарів — заборонити хутряні ферми.
2020 року UAnimals запустила «магазин хутра», де ціну було вказано у кількості вбитих тварин. Акція, приурочена до Fur Free Friday, мала на меті привернути увагу до проблеми виробництва хутра у світі.

## Діяльність під час вторгнення росії в 2022 році
UAnimals з початку повномасштабної війни зайнялися порятунком тварин, допомогою притулкам, екопаркам, зоопаркам, заповідникам, фермам, які потерпали та потерпають від обстрілів росіянами або їхньої окупації.

За вісім місяців повномасштабної війни UAnimals врятували тисячі тварин і допомогли з відбудовою декількох великих притулків.
UAnimals підтримали Біосферний заповідник світового значення та найбільший у Європі — "Асканія-Нова", який зараз перебуває в окупації та дуже складному становищі. Допомогли йому з ремонтом корпусів для зимівлі тварин та коштами на закупівлю сіна. 
Також допомогли коштами на заготівлю кормів на зиму для 38 червонокнижних зубрів у національному природному парку “Сколівські Бескиди”. 
Допомогли Тузловським лиманам з прочищення протоків, які з’єднують його із Чорним морем, бо з війною виникла загроза засмічення водойм та території лиманів, через що унікальні мешканці лиману могли загинути від голоду.
Запустили проєкт безкоштовної стерилізації безпритульних тварин і вже змогли стерилізувати 5 138 особин у 31 населеному пункті. Детальну інформацію у розрізі міст можна знайти ТУТ.
Діяльність UAnimals підтримало чимало українських зірок: Vivienne Mort, Джамала, Євген Таллер, alyona alyona та інші. Також UAnimals підтримують і на міжнародному рівні: бізнес, зірки (актор Том Фелтон, гурт Bring Me The Horizon), які періодично відкривають збори коштів для постраждалих від війни тварин, забезпечують гуманітарним вантажем, допомагають інформаційною підтримкою.
Також на міжнародному рівні було проведено дві фотовиставки “Animals and war in Ukraine” в Гаазі та коледжі ветеринарної медицини при Корнельському університеті  взяли участь у мітингах в Стамбулі, Роттердамі та Мальме на підтримку України та через страждання тварин внаслідок війни, провели два Марші щодо порятунку тварин – у Варшаві та віртуальний.
Окрім того, інформаційно підтримали фільм про волонтерів-героїв “Дев’ять життів”.
Було запущено новий проєкт UAnimals Kids для дітей, аби допомогти зрозуміти та навчитися як правильно доглядати за тваринами, та об'єдналися разом із “Притулком для диких тварин Наталії Попової" та перетворилися на “Центр порятунку диких тварин Наталії Попової та UAnimals”.

## Екоцид в Україні (2022 рік)
В листопаді 2022 року українська зоозахисна організація  UAnimals запустила міжнародну кампанію #StopEcocideUkraine з вимогою покарати Росію за екоцид під час війни в Україні. Серед інших, ініціативу підтримав американський актор Ерні Гадсон, відомий за роллю в фільмі Мисливці на привидів (фільм, 1984). В рамках кампанії на сайті Change.org активісти запустили петицію зі зверненням до ООН та Європейського парламенту.
Згідно офіційним джерелам, дії Росії спричинили наступні наслідки:
- 182 880 м2 ґрунту забруднено шкідливими речовинами [31]
- 23 286 га лісу спалено російськими ракетами та снарядами; [31]
- Понад 6 000 000 сільськогосподарських тварин загинуло через російську агресію; [32]
- Близько 50 000 дельфінів загинули у Чорному морі; [33]

Пізніше, у виступі під час саміту G20 Президент України Володимир Зеленський назвав екологічні злочини Росії в Україні екоцидом і закликав об'єднати зусилля світової спільноти порятунку довкілля. 

## Міжнародний статус
Гуманістичний рух UAnimals входить до наступних міжнародних об'єднань:
- З 2018 року — всесвітній альянс проти хутра Fur Free Alliance[35]
- З 2019 року — міжнародна коаліція проти хутра International Anti-Fur Coalition[36]
- З 2021 року — Dolphinarium Free Europe

## Публічна підтримка
До акцій та ініціатив руху за гуманність долучається багато українських зірок, серед яких:
- Святослав Вакарчук[37]
- Христина Соловій[38]
- Джамала[39]
- Vivienne Mort

## Відзнаки
В грудні 2022 організація отримала від компанії «Нова пошта» відзнаку «Варті» в номінації «Допомога тваринам», в лютому 2024 — у номінації «Найбільша кількість відправлень на допомогу тваринам».
В серпні 2024 команда організації UAnimals увійшла до рейтингу 100 найвпливовіших українців за версією журналу «Фокус»